# Рашвілл (Нью-Йорк)
Рашвілл (англ. Rushville) — селище (англ. village) в США, в округах Єйтс і Онтаріо штату Нью-Йорк. Населення — 651 особа (2020).

## Географія
Рашвілл розташований за координатами 42°45′38″ пн. ш. 77°13′39″ зх. д. / 42.76056° пн. ш. 77.22750° зх. д. (42.760687, -77.227394).  За даними Бюро перепису населення США в 2010 році селище мало площу 1,66 км², уся площа — суходіл.

## Демографія
Згідно з переписом 2010 року, у селищі мешкало 677 осіб у 258 домогосподарствах у складі 170 родин. Густота населення становила 409 осіб/км².  Було 278 помешкань (168/км²).
Расовий склад населення:
| - 95,7 % — білих - 0,9 % — чорних або афроамериканців - 0,3 % — корінних американців - 0,3 % — азіатів |

До двох чи більше рас належало 2,5 %. Частка іспаномовних становила 1,0 % від усіх жителів.
За віковим діапазоном населення розподілялося таким чином: 28,8 % — особи молодші 18 років, 57,9 % — особи у віці 18—64 років, 13,3 % — особи у віці 65 років та старші. Медіана віку мешканця становила 37,6 року. На 100 осіб жіночої статі у селищі припадало 91,8 чоловіків;  на 100 жінок у віці від 18 років та старших — 77,2 чоловіків також старших 18 років.
Середній дохід на одне домашнє господарство  становив 57 191 долар США (медіана — 37 386), а середній дохід на одну сім'ю — 70 578 доларів (медіана — 54 375). Медіана доходів становила 36 250 доларів для чоловіків та 27 043 долари для жінок. За межею бідності перебувало 28,1 % осіб, у тому числі 48,1 % дітей у віці до 18 років та 13,4 % осіб у віці 65 років та старших.
Цивільне працевлаштоване населення становило 288 осіб. Основні галузі зайнятості: освіта, охорона здоров'я та соціальна допомога — 30,6 %, мистецтво, розваги та відпочинок — 16,3 %, будівництво — 11,1 %, виробництво — 9,0 %.